# Imrich Gablech
Imrich Gablech (ur. 4 listopada 1915 w Hrachovište pod Trenczynem, zm. 16 grudnia 2016) – pilot wojskowy lotnictwa czechosłowackiego i czecho-słowackiego, a po II wojnie światowej ponownie czechosłowackiego, uczestnik kampanii wrześniowej po stronie Polski. Kawaler Orderu Lwa Białego, Orderu Podwójnego Białego Krzyża i Orderu Zasługi Rzeczypospolitej Polskiej.

## Życiorys
Urodził się na Słowacji jako syn Daniela i Anny Gablech. Miał sześcioro rodzeństwa. Jego ojciec był rolnikiem. Ukończył gimnazjum w Nowym Mieście nad Wagiem i w 1936 zaciągnął się do wojska. Uczył się w szkole pilotów w Chebie a następnie w Prościejowie. Po ukończeniu szkoły służył w  3. pułku lotniczym w Pieszczanach.
Siódmego czerwca 1939 wraz z 7 innymi żołnierzami uprowadzili 4 samoloty (3 Letov Š-328 i Aero Ab-101) i uciekli do Polski, pozostałymi pilotami byli Jozef Káňa, Ján Lazar i Jozef Hrala. 1 sierpnia 1939 został wcielony do polskiego lotnictwa wojskowego.
18 września dostał się do niewoli sowieckiej i został uwięziony w łagrach. Zdołał zbiec z obozu i przedostał się do Wielkiej Brytanii w 1941 r. Próbował powrócić do kariery pilota, ale ze względu na zły stan zdrowia musiał podjąć pracę jako kontroler lotów.
Po wojnie powrócił do kraju, lecz był szykanowany przez nowe władze. W 1948 zwolniony z wojska. W 1970 przeszedł na emeryturę, mieszkał w Havlíčkův Brodzie. W 2005 wydał książkę Hallo, airfield – control, go-ahed.

## Odznaczenia
- Order Lwa Białego III Klasy (wojskowy) – Czechy, 2009[4]
- Order Czerwonej Gwiazdy – CSRS
- Krzyż Zasługi Ministra Obrony Republiki Czeskiej II Stopnia
- Krzyż Zasługi Ministra Obrony Republiki Czeskiej III Stopnia
- Pamiątkowa Odznaka Honorowa 60. Rocznicy Zakończenia II Wojny Światowej – Czechy, 2005
- Krzyż Wojenny Czechosłowacki 1939 – 1946
- Czechosłowacki Medal za Odwagę w Obliczu Nieprzyjaciela – 1946
- Czechosłowacki Medal Wojskowy "Za zasługi" II Stopnia – 1945
- Czechosłowacki Wojskowy Medal Pamiątkowy – 1944
- Medal Pamiątkowy 40. Rocznicy Wyzwolenia Czechosłowacji przez Armię Radziecką – 1985
- Medal "Za Zasługi dla CzAL" II Stopnia
- Odznaka Pilota Wojskowego – CSR
- Odznaka Pilota Wojskowego – CSRS
- Order Podwójnego Białego Krzyża II Klasy (wojskowy) – Słowacja, 2014[5]
- Medal Pamiątkowy 50. Rocznicy Wyzwolenia Słowacji i Zakończenia II Wojny Światowej – Słowacja, 2005[6]
- Odznaka Pilota Wojskowego – Państwo słowackie, 1939
- Krzyż Komandorski Orderu Zasługi RP – Polska, 2012[7]
- Krzyż Walecznych (PSZnZach) – Polska, 1944
- Medal „Za udział w wojnie obronnej 1939” – Polska;
- Odznaka Pilota – Polska, 1939
- 1939-1945 Star – Wielka Brytania
- War Medal 1939–1945 – Wielka Brytania
- Defence Medal – Wielka Brytania
- Odznaka Pilota RAF – Wielka Brytania